# Dialeurolonga guettardae
Dialeurolonga guettardae là một loài côn trùng cánh nửa trong họ Aleyrodidae, phân họ Aleyrodinae.
Dialeurolonga guettardae được Martin miêu tả khoa học đầu tiên năm 2005.